# Óscar Diego Gestido
Óscar Diego Gestido (ur. 28 listopada 1901 w Montevideo, zm. 6 grudnia 1967 tamże) – urugwajski wojskowy i polityk partii Colorado. Pełnił urząd prezydenta Urugwaju od 1 marca do 6 grudnia 1967, kiedy to jego kadencję przerwała śmierć. Zastąpił go dotychczasowy wiceprezydent – Jorge Pacheco Areco.
Jego bratem był Álvaro Gestido, piłkarz, mistrz świata z 1930.